# Yamatarotes evanidus
Yamatarotes evanidus är en stekelart som beskrevs av Setsuya Momoi 1968. Yamatarotes evanidus ingår i släktet Yamatarotes och familjen brokparasitsteklar. Inga underarter finns listade i Catalogue of Life.